# Benedykt z Awinionu
Benedykt z Awinionu, również Święty Bénézet, fr. Bénézet d’Avignon(ur. ok. 1163 w Hermillon we Francji, zm. ok. 1184 w Awinionie) – budowniczy mostu w Awinionie, święty Kościoła katolickiego.
Według tradycji katolickiej był pastuchem, który podczas zaćmienia Słońca w 1177 doznał wizji w której głos z nieba zobowiązał go do budowy mostu przez Rodan w Awinionie. Jego zwierzęta, podczas budowy mostu, miały się znajdować pod opieką aniołów. 
Legenda mówi, iż władze świeckie i kościelne miasta odmówiły pomocy w budowie mostu. Benedykt samodzielnie przyniósł wielki kamień nad brzeg rzeki i oświadczył, iż będzie to przyczółek mostu (dzisiejszej atrakcji turystycznej Pont Saint-Bénézet). Podczas tego zdarzenia rozległy się wołania z tłumu: „Cud! Cud!”. W sumie, według tradycji katolickiej, nastąpiło 18 cudów (m.in. przywrócenie wzroku osobie niewidomej, przywrócenie słuchu osobie głuchej, uleczenie osoby z garbem oraz osoby kulejącej). Dzięki zaistniałym cudom, Benedykt pozyskał sobie bogatych mieszczan, którzy pomogli w realizacji projektu i zorganizowali się pod nazwą Braci Mostowych ślubując bronić podróżnych, bezinteresownie budować i utrzymywać mosty oraz zapewniać schronienie wędrowcom przy przeprawach rzecznych.
Tradycyjnie przyjęto, że po swojej śmierci Benedykt został pochowany w istniejącej do dziś kaplicy na moście w Awinionie.
Jego wspomnienie liturgiczne obchodzone jest 14 kwietnia.
Jest patronem Awinionu. W Burzet (Ardèche, Francja) znajduje się kaplica ku czci świętego.